# …quando tu mi spiavi in cima a un batticuore…
…quando tu mi spiavi in cima a un batticuore… је студијски албум италијанске певачице Мине, објављен 1970. године.

## Списак пјесама
| №  | Назив                    | Трајање |  |
| 1. | Nessuno al mondo         | 2:34    |  |
| 2. | Dominga                  | 3:00    |  |
| 3. | Io tra di voi            | 4:32    |  |
| 4. | L’uomo della sabbia      | 3:52    |  |
| 5. | Ero io, eri tu, era ieri | 4:33    |  |
| 6. | Adagio                   | 3:30    |  |

| №  | Назив                      | Трајање |  |
| 1. | Il mio nemico è ieri       | 3:03    |  |
| 2. | Insieme                    | 4:05    |  |
| 3. | Una donna, una storia      | 5:08    |  |
| 4. | Che meraviglia             | 2:25    |  |
| 5. | Mi guardano                | 3:40    |  |
| 6. | Questa cosa chiamata amore | 3:55    |  |

## Позиције на листама
| Листа (1970)                         | Највиша позиција |
| ------------------------------------ | ---------------- |
| Италија (Discografia Internazionale) | 1                |
| Италија (Musica e dischi)            | 1                |